# Franz Klein (Unternehmer)

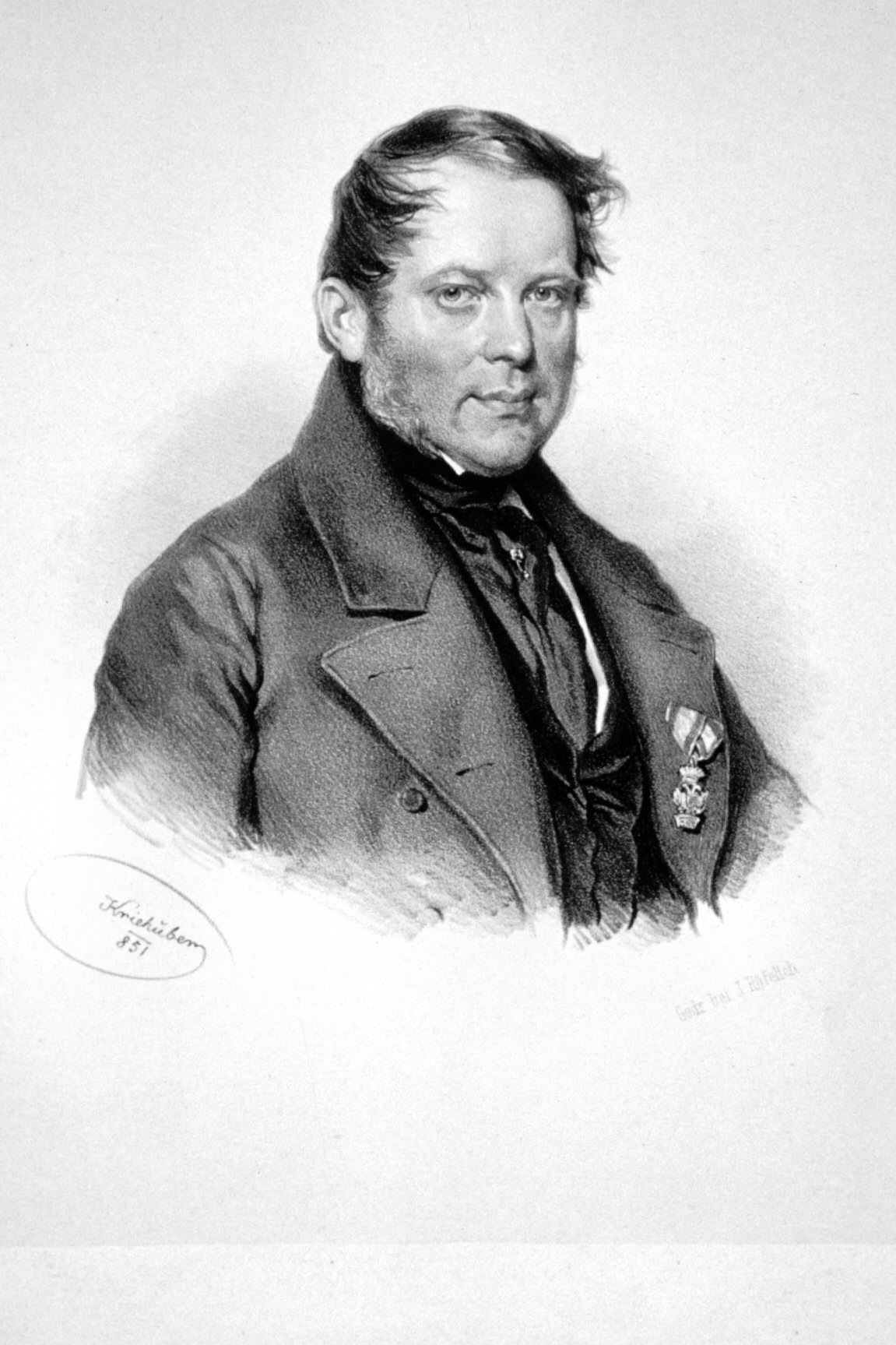
Franz Klein von Wisenberg, Lithographie von Josef Kriehuber, 1851

Franz Klein (* 27. April 1800 in Wiesenberg in Mähren; † 29. August 1855 in Seibersdorf in Österreich-Schlesien) ist ein Mitglied der altösterreichischen Unternehmerfamilie Klein.
Verheiratet war Franz mit Franziska Hillebrand (1803–1851) aus Brünn seit 1825.
Klein, der Sohn von Johann Friedrich Klein und Maria Elisabeth Hamp, erlernte den Gärtnerberuf in Eisgrub. Mit seinen Brüdern, die ihm folgten, baute er im Park des Schlosses des Fürsten Liechtenstein die Bewässerungsanlagen.
Gemeinsam mit seinen Brüdern machte er sich bald selbständig und führte Straßen- und Wasserarbeiten durch. 1815 bekamen sie den ersten öffentlichen Auftrag, eine Dammstraße zwischen Alt-Hrisch und Ungarisch-Hradisch zu bauen. Zwei Jahre später beschäftigten die Brüder bereits Tausende Mitarbeiter bei Flussregulierungen.
Die Firma, die ihre Tätigkeiten bald auf alle Zweige des Bauwesens ausweitete, führte Stromregulierung ebenso aus wie Eisenbahnbauten.
Im Jahr 1844 erwarben die Brüder die Herrschaft Zöptau und damit auch die alten Eisenwerke Zöptau. Der Besitz dieser Werke ermöglichte es dem Unternehmen, den benötigten Stahl für die Bauten selbst, und damit kostengünstiger und rascher, herzustellen.
Franz Klein hatte die Leitung dieser Unternehmen bis zu seinem Tode inne. Er gilt als sozial engagiert und er richtete beispielsweise Spinnschulen ein.
Gemeinsam mit seinem Sohn Franz setzten zwei der Brüder nach seinem Tod die Tradition als Unternehmer fort.
Seine Geschwister waren Josef Engelbert, Engelbert, Libor, Albert (Klein von Wisenberg) und Hubert.